# Bombus pratorum
Bourdon des prés
Espèce
Bombus pratorum, le bourdon des prés, est une espèce d'insectes hyménoptères de la famille des Apidae (de Apis: abeille), du genre Bombus et du sous-genre Pyrobombus. C'est un petit bourdon précoce, à collier jaune et extrémité abdominale orange.
L'épithète spécifique pratorum est la forme génitive du latin pratum « pré ».

## Description
Le bourdon des prés est une espèce à coloration très variable. 
Les individus femelles typiques possèdent une bande jaune à l'avant du thorax, derrière la tête (appelée collare) ainsi qu'une bande jaune sur le second tergite (segment de l'abdomen), à la base de celui-ci. Ces bandes jaunes sont susceptibles d'être absentes, ou bien réduites à quelques poils épars. La pilosité rouge des derniers tergites (4 à 6) est par contre quasiment immuable. 
Les mâles sont colorés de manière similaire, mais le jaune peut envahir bien plus largement l'abdomen et le thorax (dessus comme dessous) ou bien au contraire, être très réduit. Le collare jaune semble toutefois moins sujet à variation. Le dessus de la tête présente presque systématiquement un toupet de poils jaunes pouvant envahir l'entièreté de la tête ou se restreindre à l'arrière de cette dernière. Ce toupet ne semble jamais former un "carré jaune" entre les yeux, caractéristique des mâles de bourdon des pierres (Bombus lapidarius) avec lequel il est souvent confondu.
- reine 15 à 17 mm
- ouvrière 9 à 14 mm
- mâle 11 à 13 mm

Espèce à langue plutôt courte.

## Période de vol
Mars à juillet.

## Habitat
Terrains dégagés, prairies, jardins, parcs et lisières.

## Distribution
Commune dans toute l'Europe.

## Mœurs
Le pollen est stocké dans des pots de cire ou des cellules vides et non dans des poches accolées aux cellules de couvain.
Les colonies ne dépassent pas 120 individus[réf. nécessaire].

## Alimentation
Le bourdon des prés butine pour se nourrir.
Ils sont végétariens et se nourrissent principalement de nectar, de pollen et de miel.
Les larves se nourrissent de pollen sur les fleurs et aspirent le nectar de celles-ci.

## Photos

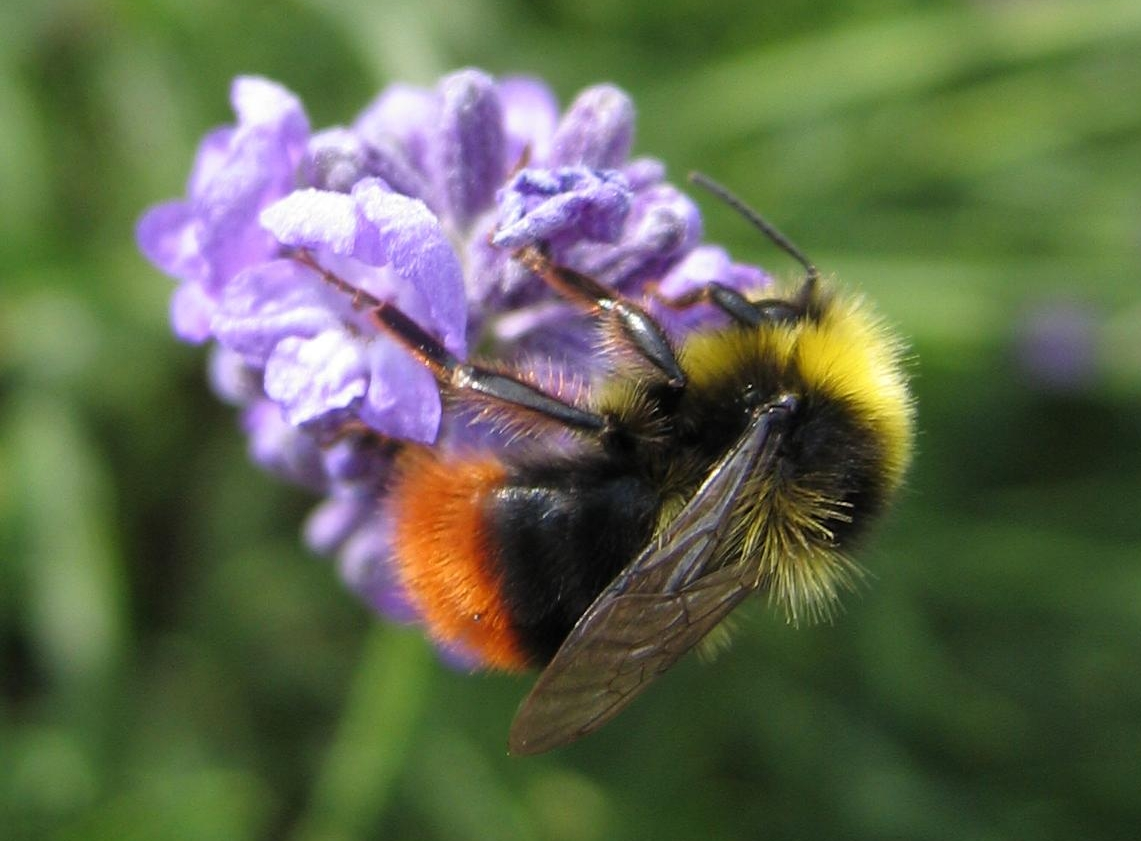
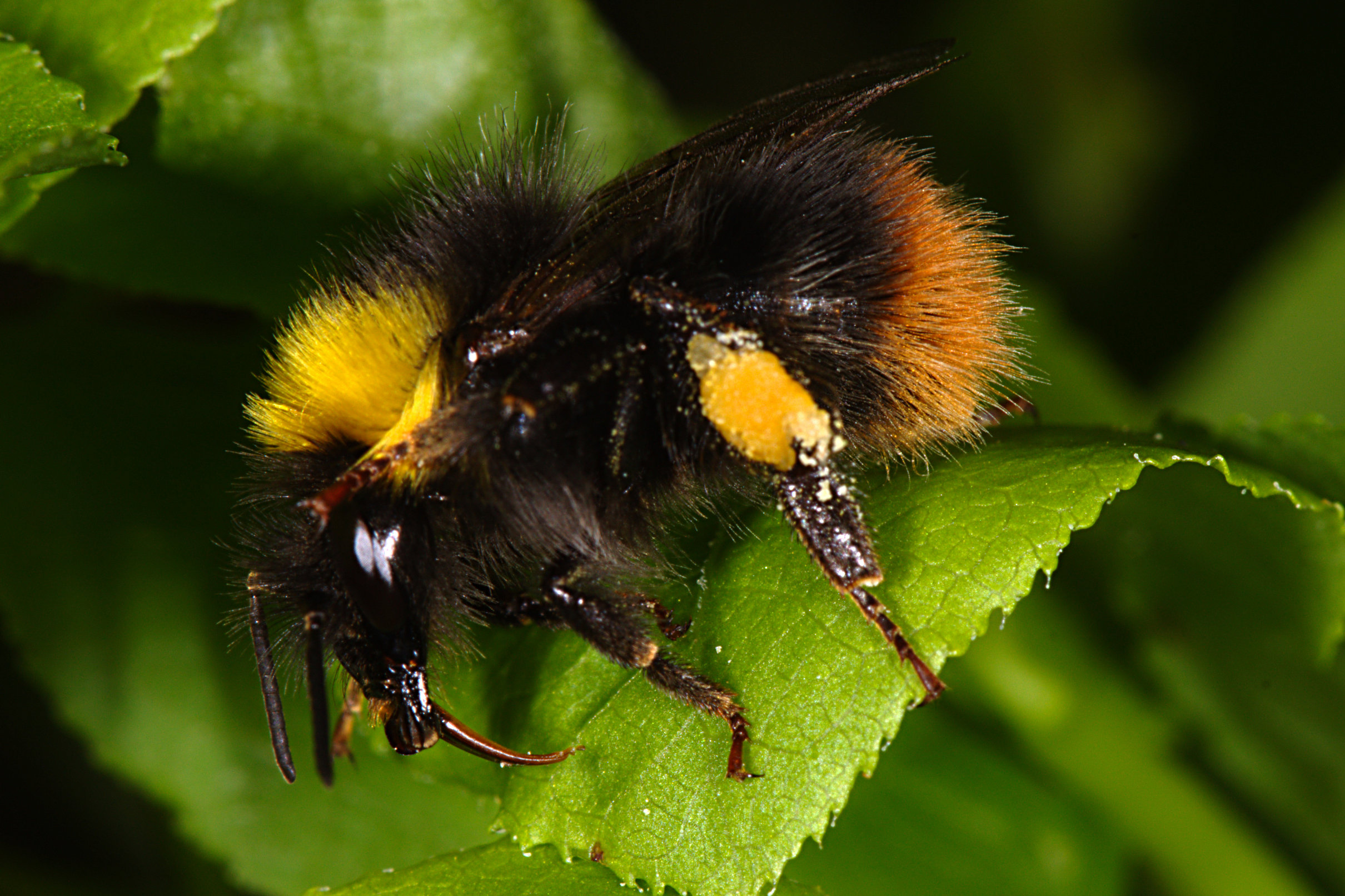
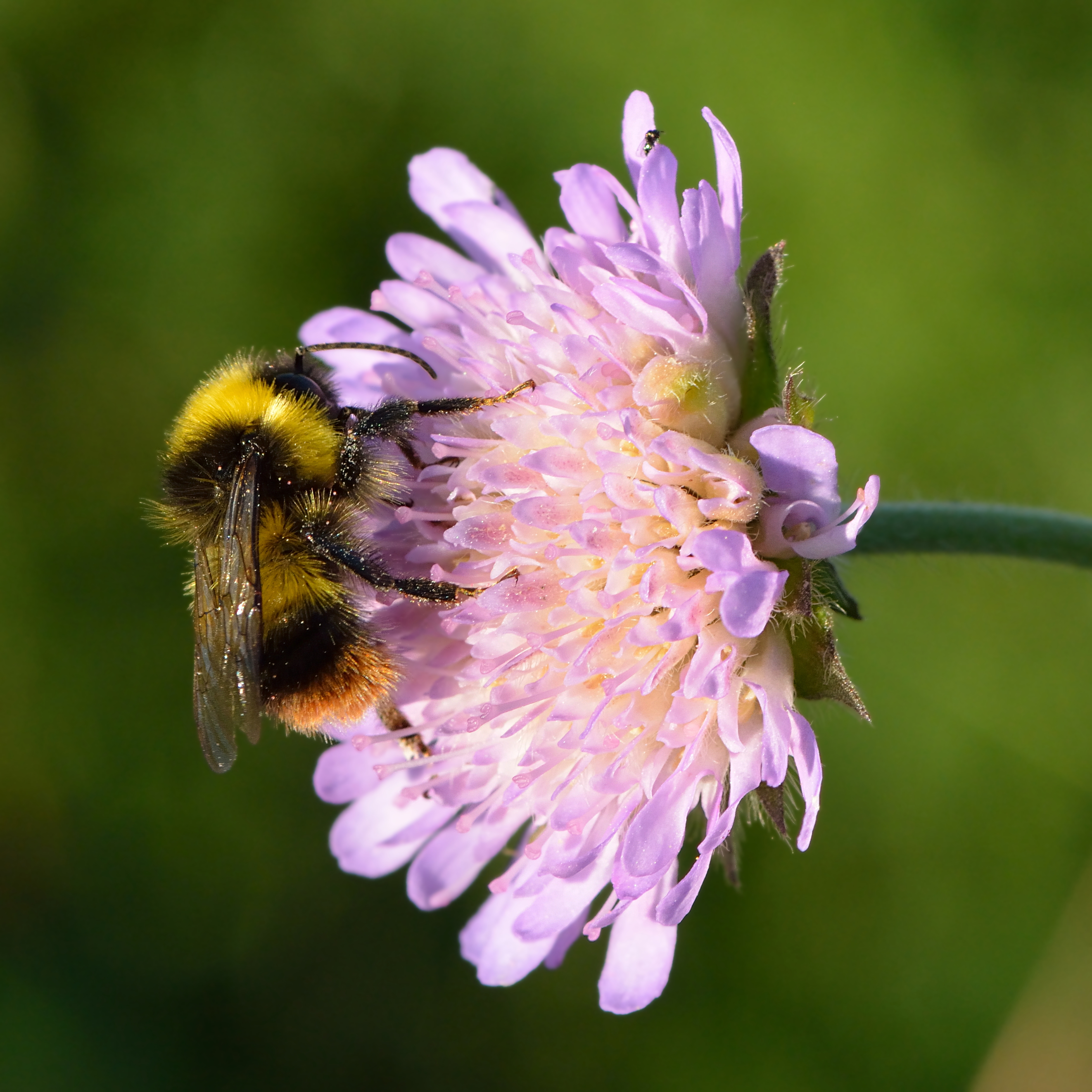